# Gymnasium Waldstraße Hattingen
Das Gymnasium Waldstraße ist ein Gymnasium in Hattingen mit rund 900 Schülern.

## Geschichte und Gebäude
Die Schule hatte mehrere Vorgängerschulen, so dass die Geschichte der Schule bis zu einer Lateinschule ins 17. Jahrhundert zurückreicht. Im Jahre 1914 fand die erste Abiturprüfung statt. In diesem Jahr wurde das erste Gebäude an der Waldstraße, der heutige „Altbau“, fertiggestellt und bezogen. Das Gebäude wurde ursprünglich als Lehrerkolleg geplant und errichtet, jedoch nie als solches genutzt. Heute besteht die Schule aus dem repräsentativen „Altbau“, sowie dem so genannten „Neubau“ und zwei verbliebenen Pavillons aus den 1970er Jahren, sowie dem im Jahr 2010 errichteten Mehrzweckgebäude mit Mensa, Aufenthalts- und Kursräumen. Zwischen Sommer 2010 und Sommer 2011 wurde die Fassade des Altbaus komplett energetisch saniert.

## Unterrichtsangebote
An der Schule werden die Sprachen Englisch, Latein, Französisch und Spanisch unterrichtet. In einer Arbeitsgemeinschaft wird zusätzlich Italienisch angeboten. Die Schule verfügt über eine eigene Sporthalle sowie einen Beachvolleyballplatz. Es gibt eine Vielzahl an sportlichen oder künstlerischen AGs sowie eine Kooperation der Oberstufen mit dem Gymnasium Holthausen, um ein breiteres Kursangebot aufrechterhalten zu können.

## Internationale Kontakte
Zu den Partnerschulen zählen die Bishop Vesey’s Grammar School in Sutton Coldfield, die Lincoln Christ’s Hospital School in Lincoln und das Collège St. Hadelin in Visé.
Ferner finden alljährlich Treffen von je 20 Schülern des Sint-Lodewijkscollege in Brügge, der Christ's Hospital School in Lincoln, des Elde-College in Schijndel und des Instituto Pintor Antonio Lopez in Tres Cantos und dieses Gymnasiums statt, die jeweils in einer der beteiligten Schulen ausgerichtet werden. Die internationalen Kontakte sind Teil der Schulentwicklung.
2011 fand das Rota-Projekt am Gymnasium Waldstraße statt.

## „Buddel AG“
Am 19. September 1966 wurde die „Archäologische Arbeitsgemeinschaft Isenburg“, die so genannte „Buddel AG“ als freiwillige Schülerarbeitsgemeinschaft gegründet. Zusammen mit Heinrich Eversberg wurden von 1969 bis 1989 die Fundamente der Isenburg freigelegt und zahlreiche Fundstücke geborgen. Insgesamt waren mehr als 500 Schülerinnen und Schüler beteiligt.

## Ehemalige Schüler
- Ralf Brauksiepe (* 1967), MdB
- Luke Hemmerich (* 1998), Fußballer
- Ernst Dieter Lueg (1930–2000), Journalist
- Marie-Luise Marjan (* 1940), Schauspielerin
- Konrad Morgenroth (1937–2022), Pathologe
- Ernst-August Schepmann (* 1931), Schauspieler
- Lukas Schmitz (* 1988), Fußballer
- Erwin Sellering (* 1949), ehemaliger Ministerpräsident von Mecklenburg-Vorpommern
- Klaus Walterscheid (* 1946),  Kommunalpolitiker, Bürgermeister von Sprockhövel
- Erich Warsitz (1906–1983), Testpilot und Luftfahrtpionier